# Operazione domani
Operazione domani (Friday) è un romanzo di fantascienza del 1982 dello scrittore statunitense Robert Heinlein.
È stato finalista per entrambi i maggiori riconoscimenti della letteratura fantascientifica, il Premio Hugo nel 1983 e il Premio Nebula nel 1982.

## Storia editoriale
Il romanzo fu pubblicato nell'aprile 1982 dalla casa editrice statunitense Holt, Rinehart and Winston.
La traduzione italiana di Vittorio Curtoni fu pubblicato della Arnoldo Mondadori Editore, dapprima nel maggio 1987 nel numero 6 della collana Altri mondi, successivamente nel luglio 1991 nel numero 1157 della collana Urania, nel febbraio 1996 nel numero 227 della collana Classici Urania e nel maggio 1996 nel n. 34 della collana I Libri di Urania.
La copertina dell'edizione Altri mondi è di Karel Thole, dell'edizione del 1991 è di Vicente Segrelles, delle edizioni del 1996 di Marco Patrito.

## Trama
Friday Jones (Friday Baldwin) è una splendida ragazza ed è una Persona Artificiale, adottata e allevata dal dott. Baldwin. Nella terra del futuro il dott. Baldwin è a capo di un'agenzia specializzata in servizi e operazioni particolari (spionaggio, trasporti speciali, forse omicidi). 
Dotata - come tutte le PA - di straordinarie capacità, si trova nei guai dapprima poiché viene rapita e torturata da un'agenzia nemica, poi, dopo esser stata liberata, per la guerra fra lo stato del Québec e il Regno Imperiale dell'Illinois (poiché lei, cittadina di Chicago, si trova nel Québec quando scoppia la guerra). 
La morte del suo capo, il dott. Baldwin, la porta a cercare lavori alternativi. 
Incaricata di trasportare un ovulo fecondato per la coppia regnante su uno dei pianeti colonizzati più ricchi, Il Reame, capisce che in realtà le è stato impiantato un feto e che verrà infine uccisa per preservare il segreto. In uno scalo intermedio fugge quindi dalla nave che la trasporta, rifugiandosi in un altro pianeta differente, Botany Bay, dove reincontrerà casualmente vari amici che erano stati costretti alla fuga durante la guerra Québec/Illinois. 
Con loro vivrà serenamente il resto dei suoi giorni, perfettamente integrata nella vita del nuovo pianeta.

## Collegamenti con altre opere dell'autore
Operazione domani è il seguito del romanzo breve Abisso, anche se si tratta di storie indipendenti: uno dei personaggi chiave della storia, Hartley M. "Kettle Belly" Baldwin, riappare, molto più vecchio, in Operazione domani, dove è conosciuto soprattutto come "Boss"; egli menziona i protagonisti di Abisso, "il signor Joseph Greene e signora", come due dei progenitori genetici dell'eroina di Operazione domani.
In entrambe le opere Baldwin è a capo di una società segreta, ma i superuomini geneticamente selezionati che ne erano membri in Abisso, in Operazione domani sono emigrati (forse per portare avanti il loro programma di evoluzione auto-guidata separati dal resto della razza umana) su Olimpia, un pianeta che Baldwin sembra non ritenere adatto alla sua pupilla, infatti lascia in eredità a Friday una sovvenzione che le permette di emigrare verso un qualsiasi pianeta di sua scelta, salvo Olimpia.
Le capacità super-umane di Friday, non sono solo intellettuali come per i superuomini di Abisso ma anche fisiche e gli derivano dal fatto di essere una persona artificiale progettata a tavolino.
Le Shipstone, le colonie extrasolari Fiddler's Green, Proxima e Botany Bay, e l'inizio della balcanizzazione del Nord America sono menzionati ne Il gatto che attraversa i muri, dove si afferma anche che Roger e Edith Stone da L'invasione dei gattopiatti ora vivono a Fiddler's Green.
Botany Bay è presente anche nel romanzo Astronave alla conquista  e un'altra colonia extrasolare, Alcione, è menzionata in Starman Jones.

### Edizioni
- (EN) Robert Heinlein, Friday, 1ª ed., Holt, Rinehart and Winston, 1982.
- Robert Heinlein, Operazione domani, traduzione di Vittorio Curtoni, n. 6, Altri mondi, Arnoldo Mondadori Editore, 1987,  p. 352, ISBN 8804301910.
- Robert Heinlein, Operazione domani, traduzione di Vittorio Curtoni, n. 1157, Urania, Arnoldo Mondadori Editore, 1991,  p. 272.
- Robert Heinlein, Operazione domani, traduzione di Vittorio Curtoni, n. 227, Classici Fantascienza, Arnoldo Mondadori Editore, 1996,  p. 384.
- Robert Heinlein, Operazione domani, traduzione di Vittorio Curtoni, n. 34, I libri di Urania, Arnoldo Mondadori Editore, 1996,  p. 384, ISBN 8804411244.